# Gianni Verdesca
Gianni Verdesca (né le 7 décembre 1979 à Terlizzi) est un acteur italien.

## Filmographie
- 2003 : Facing Windows